# 巴特爾維尤鎮區 (北達科他州伯克縣)
巴特爾維尤鎮區（英語：Battleview Township）是位於美國北達科他州伯克縣的一個鎮區。

## 地方資料
巴特爾維尤鎮區的面積為92.92平方千米，當中陸地面積為92.16平方千米，而水域面積為0.75平方千米。根據2010年美國人口普查的數據，當地共有人口80人，而人口密度為每平方千米0.86人。